# 乌鲁木齐晚报
《乌鲁木齐晚报》（維吾爾語：ئۈرۈمچى كەچلىك گېزىتى‎）是中国共产党乌鲁木齐市委的机关报。《乌鲁木齐晚报》于1984年元旦创刊，是中华人民共和国第16份晚报，並為中华人民共和国第一份少数民族文字的晚报；报头由郭沫若题写。

## 历史

### 创刊及纸媒发展

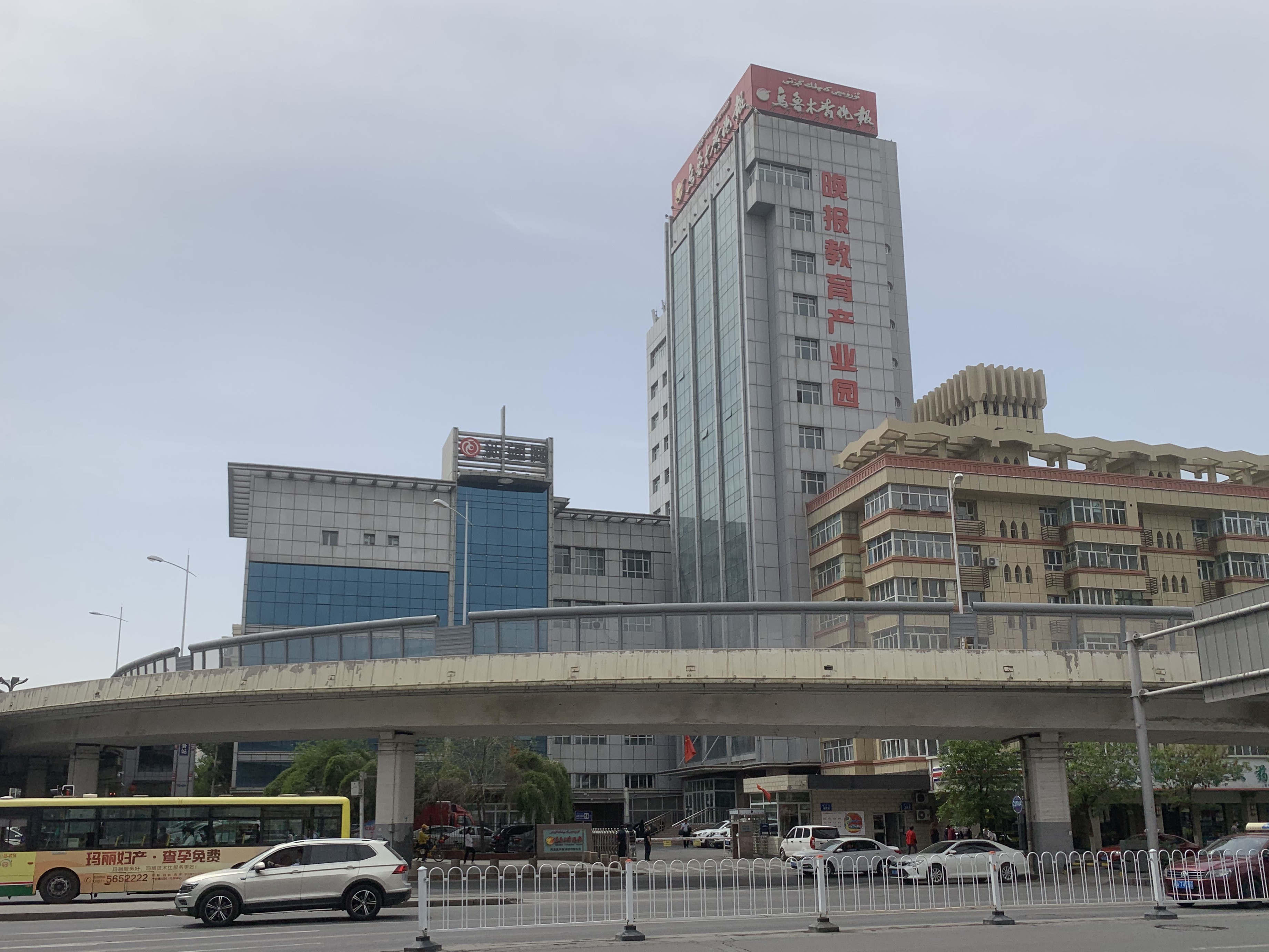
位于乌鲁木齐市天山区青年路230号的乌鲁木齐晚报社

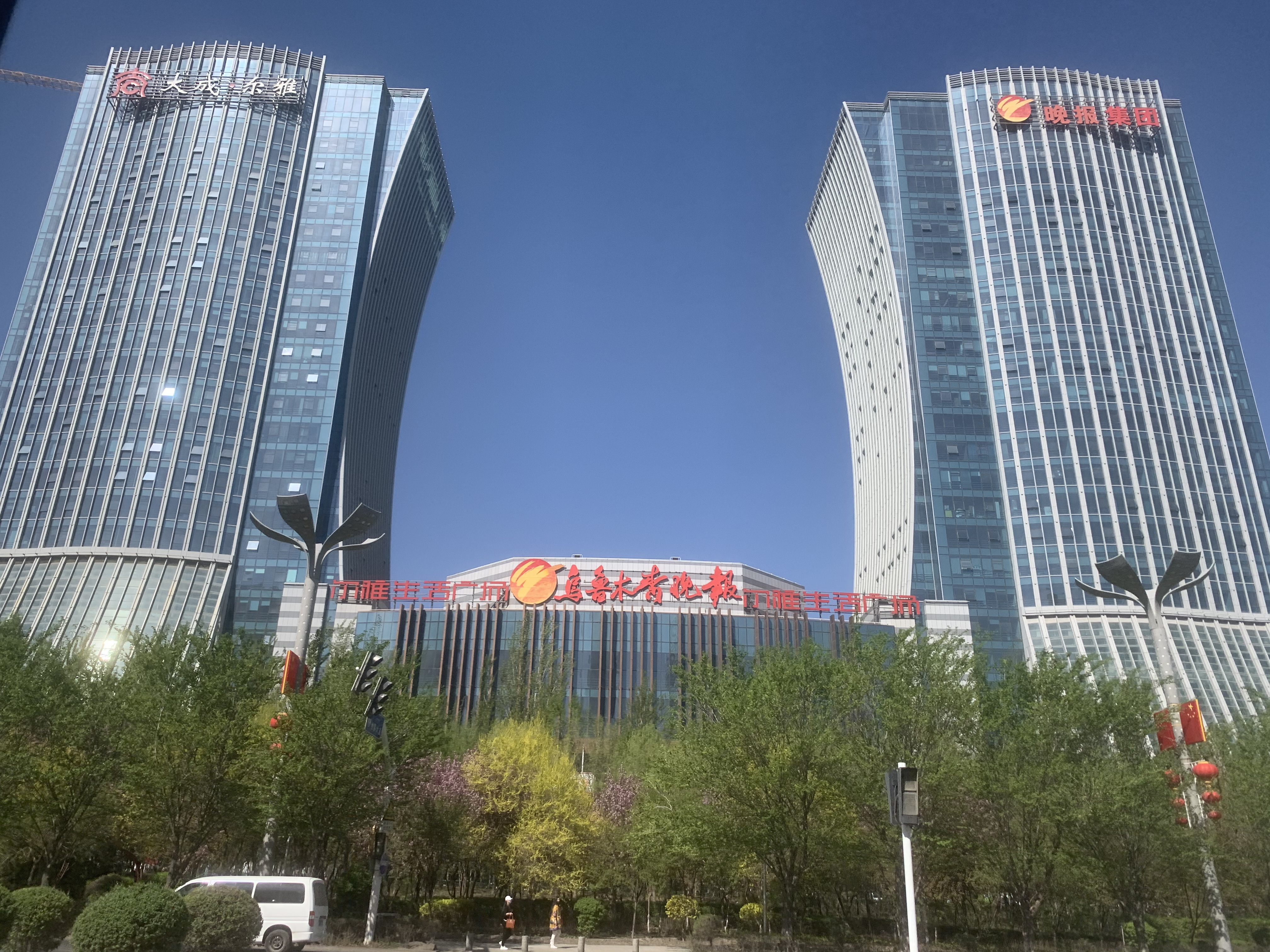
位于乌鲁木齐市水磨沟区会展大道1119号的乌鲁木齐晚报社报业大厦

《乌鲁木齐晚报》的前身是1958年7月1日起由乌鲁木齐市委创办的《乌鲁木齐报》。《乌鲁木齐报》是4开8版的汉文报纸，为周二刊。1959年10月1日，《乌鲁木齐报》更名为《乌鲁木齐日报》，由郭沫若题词报头，并改为周六刊。《乌鲁木齐日报》于1961年1月31日停刊，截止至停刊《乌鲁木齐日报》共发行645期。1982年8月，乌鲁木齐市委向新疆维吾尔自治区人民政府申请创办《乌鲁木齐晚报》，并获批准。1982年10月，《乌鲁木齐晚报》筹备小组成立。1982年11月到次年1月，筹备小组先后前往6家各地晚报社进行考察，并在1983年通过调配或者招考等方式，聘请了30名采编人员。这一年的10月1日到12月5日，是《乌鲁木齐晚报》试刊期间。试刊首日共印刷10张汉文版《乌鲁木齐晚报》和13张维吾尔文版《乌鲁木齐晚报》。试刊期间，《乌鲁木齐晚报》共试刊11期汉文版和13期维吾尔文版。
1984年元旦，汉文版和维吾尔文版《乌鲁木齐晚报》同时正式创刊，成为中华人民共和国第16家晚报，其中维吾尔文版《乌鲁木齐晚报》也是中华人民共和国第一家用少数民族文字出版的晚报。最初，汉文版与维吾尔文版《乌鲁木齐晚报》均为四开四版，每周六刊，周日无报。此后，汉文版《乌鲁木齐晚报》经过数次改版。1993年，汉文版《乌鲁木齐晚报》由四开四版扩版为四开八版。1994年元旦，汉文版《乌鲁木齐晚报》改为每周七刊。1999年，汉文版《乌鲁木齐晚报》由四开八版扩版为四开十六版。这一年，《乌鲁木齐晚报》也成为了在新疆维吾尔自治区发行的报纸中第一家彩色印刷的报纸。此后，在2001年，汉文版《乌鲁木齐晚报》扩为四开二十四版，2002年扩为四开三十二版，2005年，更是将版数增加到了40个，分为A叠、B叠、C叠三部分发行，每叠第一张均有报头。2006年，汉文版《乌鲁木齐晚报》扩为四十八版。维吾尔文版《乌鲁木齐晚报》亦有数次改版，1994年，维吾尔文《乌鲁木齐晚报》由四开四版改为对开四版，并在2000年扩为对开八版。后又改为四开十六版。《乌鲁木齐晚报》发行30余年来，发行量及报纸印数有所增长，在《乌鲁木齐晚报》发行的第一年，日发行量从1月的21,800份增长到了年底的114,992份。到了2014年，双语《乌鲁木齐晚报》年度发行量增至21.6万份，总印数达到了7,623万份。除了版面和发行量的扩增，《乌鲁木齐晚报》的采编技术和印刷技术也在更新，1997年，《乌鲁木齐晚报》成为当时新疆的第一份彩色报纸。1999年，《乌鲁木齐晚报》建立起中国西北地区第一家新闻采编网络管理系统。
《乌鲁木齐晚报》报社地址曾变迁过数次，1983年5月开始，办公地点为乌鲁木齐市新华饭店。7月迁至乌鲁木齐市织袜厂。后又经过数次搬迁，在1986年10月《乌鲁木齐晚报》报社迁移至天山区的青年路20号的四层楼房，即现在的乌鲁木齐晚报A栋。1994年，在报社地址旁建设了一栋14层的大厦，即现在的乌鲁木齐晚报B栋。后青年路20号改为青年路230号。亦是乌鲁木齐晚报社现在的地址。为实施乌鲁木齐晚报采编、经营两分开策略，2013年5月7日，由乌鲁木齐晚报社投资建造的乌鲁木齐晚报报业大厦动工建设。乌鲁木齐晚报报业大厦总投资8亿元人民币，建筑总高近100米，地下3层，地上裙房5层并有25层的双塔结构办公塔楼，建筑面积近13万平方米。
2002年年初，《乌鲁木齐广播电视报》正式划归乌鲁木齐晚报社。并以《新世纪商报》的新名称，作为《乌鲁木齐晚报》的子报发行（后停刊）。2013年8月14日，由乌鲁木齐晚报社主办，华夏时报协议合作、资源共享创办的《金报》创刊发行。该报纸是新疆第一份财经周报。《金报》四开十六版，每期发行五万份。同年，《乌鲁木齐晚报》呼叫中心“96577”语音服务平台正式运行。另外，乌鲁木齐晚报社还经营着旅游杂志《西域风向标》。

### 全媒体时期的发展
乌鲁木齐晚报社创建有2个网站，分别是2005年创建的“乌鲁木齐在线”和2011年创建的“新疆网”。其中“新疆网”是由中华人民共和国国务院批准、乌鲁木齐市委主管、乌鲁木齐晚报社主办的新闻类网站。“新疆网”不仅设有自己的多个频道，如“新疆新闻”、“一带一路”等，还设有《乌鲁木齐晚报》电子版。除了网站，2011年起，乌鲁木齐晚报社开通了汉文版和维吾尔文版的《乌鲁木齐晚报手机报》，截止2017年，《乌鲁木齐晚报手机报》拥有超过100万读者，《乌鲁木齐晚报手机报》设有“新疆新闻”、“首府新闻”等板块。2012年，乌鲁木齐晚报社同时开通了腾讯微博和新浪微博。2013年，乌鲁木齐晚报社开通了“乌鲁木齐晚报”的微信公众号，随后开通了“掌上乌鲁木齐”、“掌上乌鲁木齐去哪吃”等超过10个微信公众号。2014年，乌鲁木齐晚报社整合了《乌鲁木齐晚报》、新疆网、乌鲁木齐在线、微信公众号等资源，推出了“掌上乌鲁木齐”手机客户端，截止到2020年，“掌上乌鲁木齐”手机客户端用户有30万。到了2016年9月，乌鲁木齐晚报全媒体指挥中心成立。乌鲁木齐晚报全媒体采编平台开始运行。2017年1月，乌鲁木齐晚报与北京日报共同推出乌鲁木齐晚报社融媒体平台。2019年5月乌鲁木齐晚报社（乌鲁木齐晚报集团）融媒体中心正式挂牌成立。2019年，由乌鲁木齐晚报社（乌鲁木齐晚报集团）融媒体中心策划的全媒体直播超过75场，累计观看人数2000余万。2019年，《乌鲁木齐晚报》超过一半的新闻作品以短视频、VR等形式推出。2020年，COVID-19疫情爆发，传统纸质媒体传播受限。疫情暴发期间，乌鲁木齐晚报新媒体在今日头条、腾讯客户端、微信公众号等平台发稿超4600条，累计点击次数超4250万次。制作原创作品超过500件，其中包括与乌鲁木齐疾控中心合作的38部抗疫宣传作品。

## 部门设置

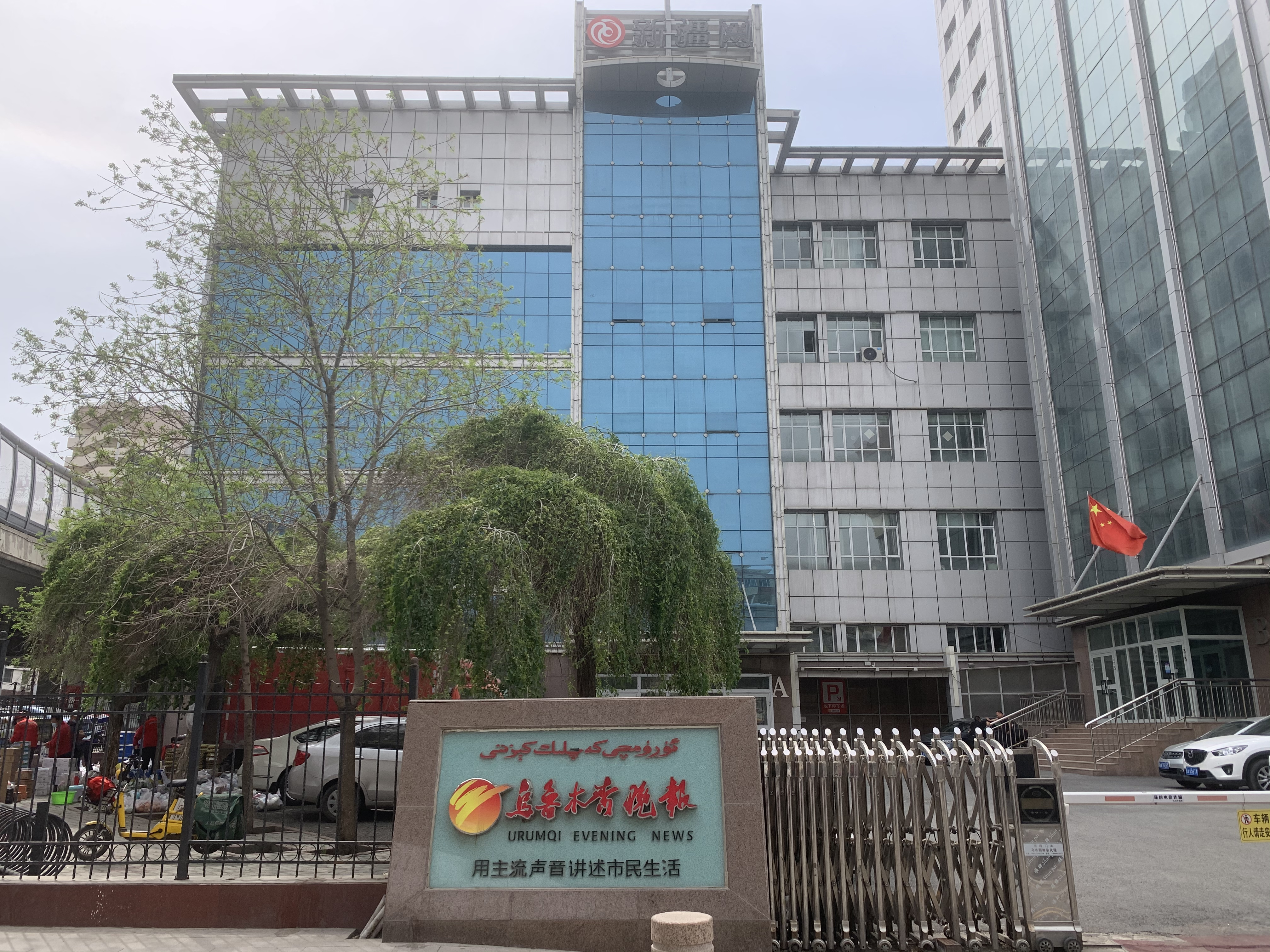
乌鲁木齐晚报社大门

《乌鲁木齐晚报》刚成立时共设立11个部门，汉、维吾尔各设采访部、编辑部、副刊部和通联部，中层机构设置政治处、广告发行科和印刷厂。后经多次增设和调整。2005年起，《乌鲁木齐晚报》确定了行政、采编和经营三大系统机构。其中汉编部有总编室、编辑部、采访部、副刊部、经济专刊部、摄影部、法治部和技术部8个部门，维编部有总编部、编辑部、采访部和副刊部四个部门。行政机构由党委办公室、行政办公室和财务部构成。经营系统包括广告部、发行中心、印务中心以及乌鲁木齐晚报报社传媒有限责任公司、百姓福置业有限公司、金粒广告公司等13个经营实体和坐落于乌鲁木齐市7街坊的美术馆和文化创意园。截止到2013年，乌鲁木齐晚报共有超过1300名工作人员。

## 版面板块
汉文版《乌鲁木齐晚报》主要有“要闻”版面，其内容主要为乌鲁木齐、新疆维吾尔自治区和国内外的重要新闻。并辟有“人物专访”、“红山塔下”等板块。“副刊”主要为文艺板块，其内容主要刊载诗歌、散文、乌鲁木齐掌故等内容。2021年，汉文版《乌鲁木齐晚报》除了“要闻”、“副刊”等保留版面外，还开辟了“区县新闻”、“闻天下”、“生活悦读”、“句读”等版面。维吾尔文版《乌鲁木齐晚报》版面安排与汉文版基本一致。第一版为要闻版，其他版面包括经济版、副刊和文教版等。设有“红山塔下”、“二道桥夜谈”等栏目。汉文版《乌鲁木齐晚报》的报头由原《乌鲁木齐日报》中的“乌鲁木齐”、“报”五个字加同为郭沫若书写的“晚”字组成。《乌鲁木齐晚报》在2005年第五次改版后，提出了自己的办报理念，即“用主流声音讲述市民生活”。